# Janův hrad

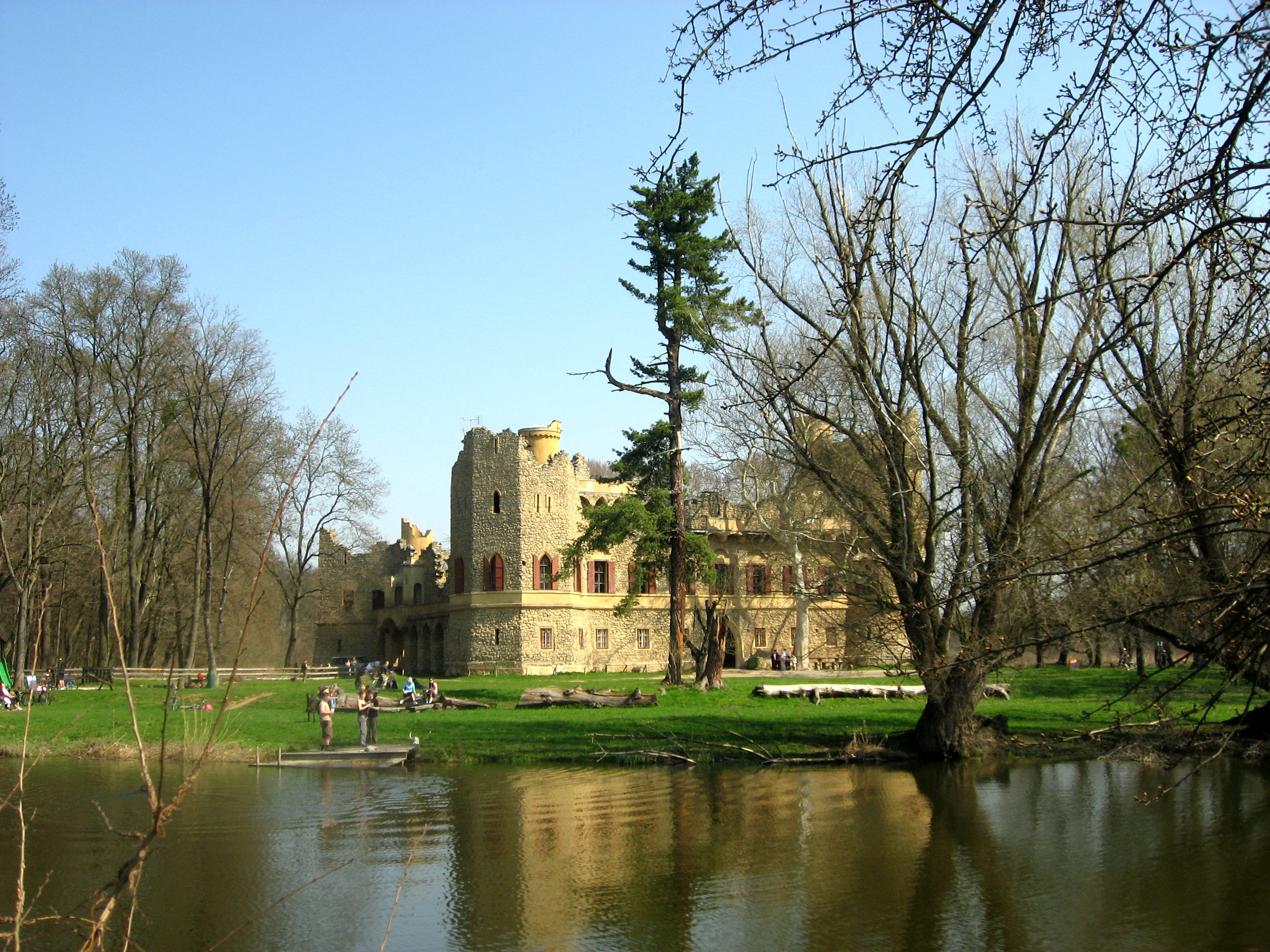
Janův hrad, v popředí přístaviště

Janův hrad, běžně zvaný Janohrad, je umělá zřícenina hradu z počátku 19. století, nacházející se v Lednicko-Valtickém areálu, v katastru města Podivín. Janův hrad je chráněn jako kulturní památka České republiky. Je v majetku České republiky a je zpřístupněný veřejnosti (správu zajišťuje Národní památkový ústav).

## Historie
Janův hrad je pseudogotická napodobenina hradní zříceniny (podle dobové módy romantismu), postavená v letech 1801–1808. Nese jméno Jana I. z Lichtenštejna, prvního majitele lednického panství (Janův hrad, něm. Hansenburg, Johann(e)sburg, Janisburg). Stavbu zahájil kníže Alois I. a po jeho smrti ji ve zmenšené podobě dokončil jeho mladší bratr Jan Josef I. Projektu se ujal Josef Hardtmuth, architekt a vynálezce tužky (v roce 1790 založil tužkárnu ve Vídni), který již dříve projektoval také nedaleký minaret. Nestabilní podloží lužního lesa bylo nutné zpevnit dřevěnými trámy a na něm pak byla postavena stavba z kamenů přivezených z nedalekého velkomoravského hradiště Pohansko. Architekt ve snaze postavit realistickou napodobeninu skutečného hradu dbal na každý detail, například tři točitá dubová schodiště udělal pravotočivá, podle zvyku ve starých hradech.
Oproti jiným stavbám napodobenin zřícenin z té doby byl Janův hrad projektován jako obyvatelný a sloužil v době honů jako myslivna a lovecký zámeček. Největší ulovený jelen vážil 350 kg a jeho paroží je dnes součástí lovecké a ornitologické expozice v interiéru hradu.
Hrad náležel Lichtenštejnům až do roku 1945. V současnosti je majetkem státu, ve správě Národního památkového ústavu.
Od roku 2006 je Janův hrad součástí Kristkovy podyjské glyptotéky, nachází se zde 8. zastavení této trojstátní trasy poutních míst.

## Popis

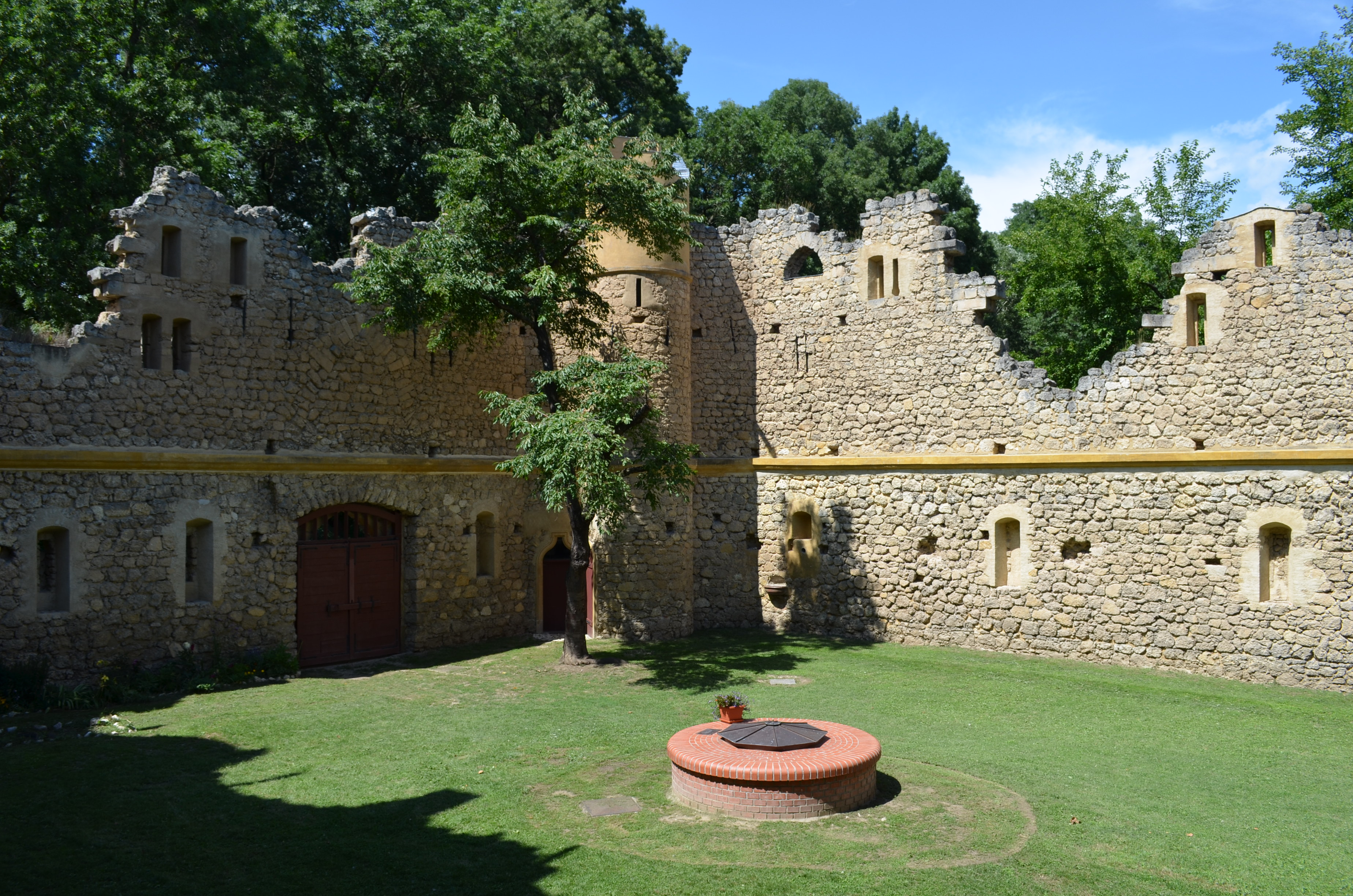
Janův hrad-nádvoří

Čtyřkřídlá stavba obklopuje čtvercové nádvoří, tři strany tvoří pouze kamenná zeď propojená ochozy. Kamenné vyhlídkové ochozy jsou doplněny kovovými můstky a schodišti. Každá věž má jiný půdorys a vnější podobu, na jižní věži je vyhlídková plošina. Čtvrtou stranu uzavírá vlastní jednopatrová budova zámečku. Průčelí je prolomeno vstupním portálem, po jeho stranách jsou v přízemí malá čtvercová okna. V 1. patře, kde jsou reprezentační místnosti, jsou velká obdélná okna se slepými půlkruhovými záklenky. Nad nimi je atika s ochozem.
Vpravo od hlavního vstupu do nádvoří se zdvihá schodiště s poprsní, nesené šesti stupňovitými kamennými arkádami s lomeným záklenkem, ústící na nevelký balkon, z něhož se vchází dvoukřídlými dveřmi přes předsíň do hlavního sálu. Hlavní Rytířský sál, ve kterém se konaly hostiny a lovecké slavnosti, byl určen pouze pánům, dámy využívaly dva reprezentační salónky v přilehlých věžích. V interiérech se uplatňují štukové dekorace na klenbách; místnosti jsou vymalovány iluzivními nástěnnými a nástropními malbami; místnosti jsou doplněny krby s mramorovým ostěním. Pseudogotická výmalba interiérů od Michaela Roberta a starožitný mobiliář včetně vybavení zbrojnice dokreslovaly iluzi starobylého hradu.

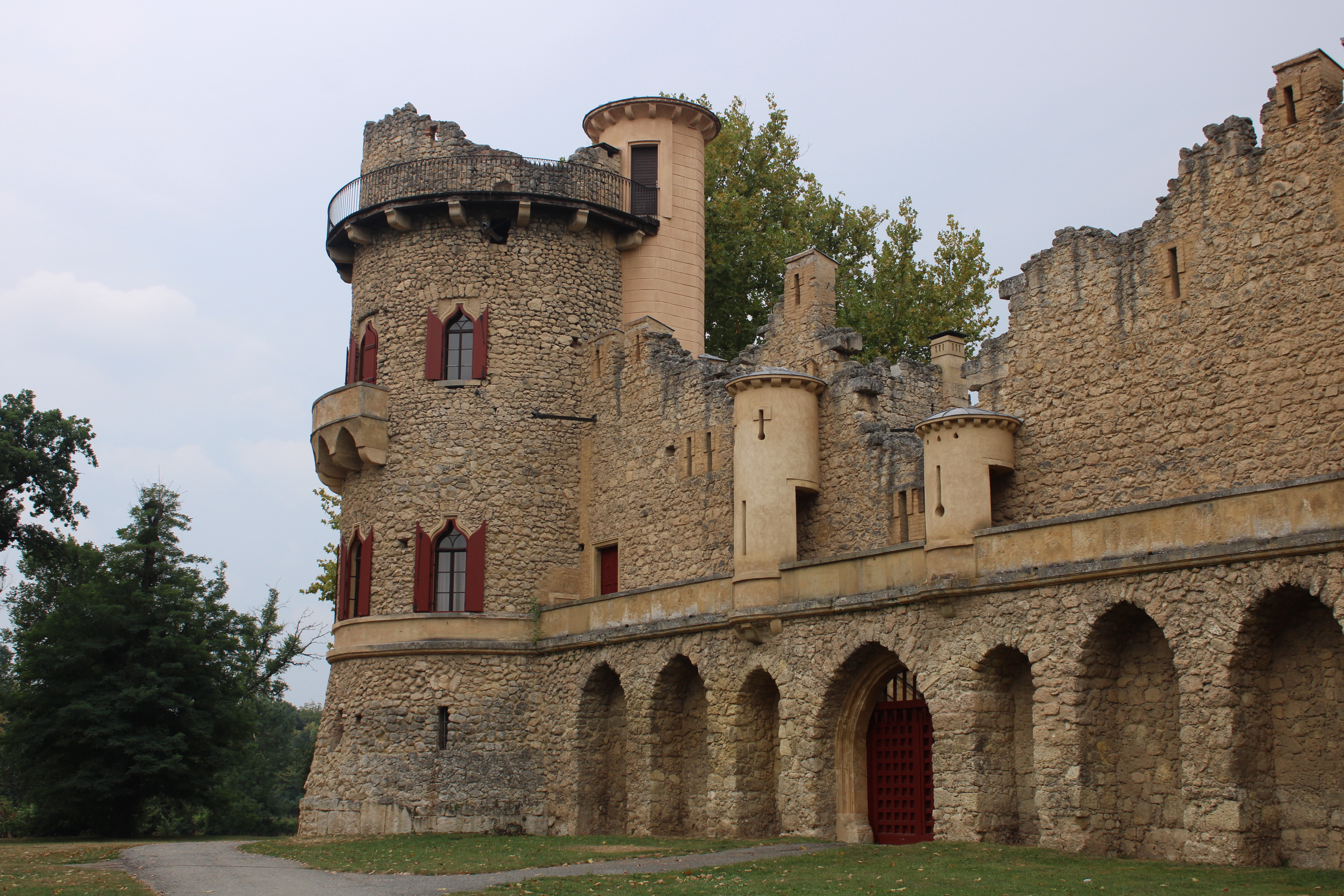
Janův hrad

## Poloha a dostupnost
Janův hrad stojí mezi obcemi Lednice, Podivín a Ladná v okrese Břeclav, nedaleko zámku Lednice. Je skryt uprostřed lužních lesů na ostrohu Staré Dyje.
Hrad je dostupný po zelené turistické značce z Lednice do Břeclavi. Také je možné se k hradu dostat po stezce, která vede z Lednice okolo Loveckého zámečku směrem na Ladnou, tato trasa je značena žlutou značkou. Další možností je plavba lodní dopravou od minaretu v lednickém parku.
K Janohradu je možné dojet autem. Parkoviště se nachází cca 70 m před hradem. U hlavní silnice je nutné věnovat pozornost i dodatkovým značkám. Vjezd k hradu je povolen.